# Eurypegasus
Eurypegasus – rodzaj morskich ryb promieniopłetwych z rodziny pegazowatych (Pegasidae).

## Występowanie
Ocean Indyjski i zachodni Ocean Spokojny.

## Klasyfikacja
Gatunki zaliczane do tego rodzaju:

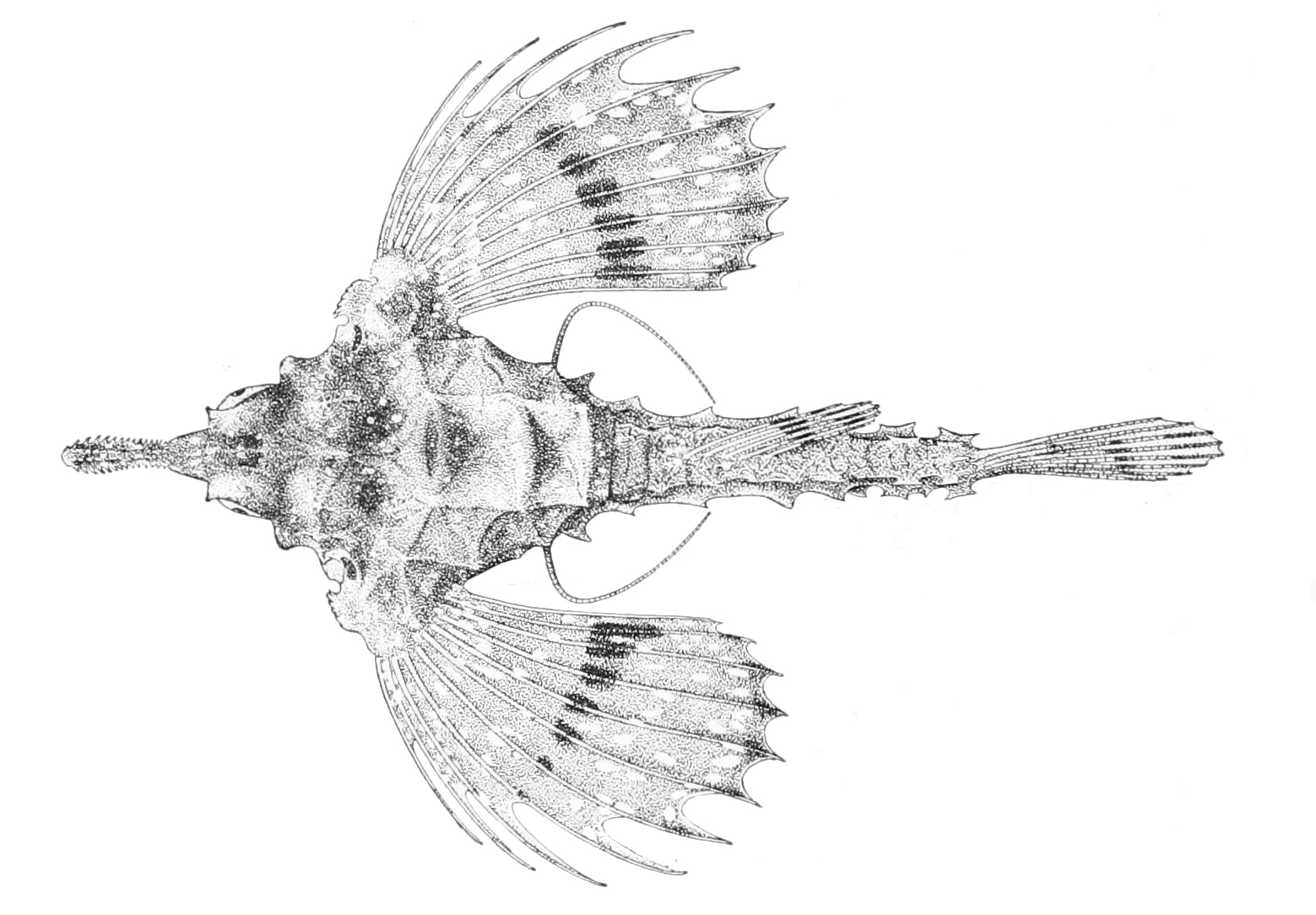
Eurypegasus draconis
- Eurypegasus papilio

Gatunkiem typowym jest E. draconis.
- Eurypegasus papilio